# Jordi Savall
Jordi Savall am Bernadet (catalană: [ˈʒɔrði səˈβaʎ i βərnəˈðɛt]; n. 1 august 1941, Igualada, Catalonia, Spania) este un dirijor spaniol, cântăreț la violă și compozitor. Este una dintre cele mai importante personalități din domeniul de muzică veche din 1970, în mare măsură responsabil pentru popularizarea familiei de instrumente a violei (în special viola da gamba) în concerte și înregistrări. Caracteristică repertoriului său este muzica medievală, renascentistă și barocă, deși s-a aventurat, ocazional, în perioada clasică și romantică.

## Educație muzicală
Educația lui muzicală a început la vârsta de șase ani în corul școlii din Igualada (1947-55). După ce a absolvit de la Barcelona Conservatorul de Muzică (unde a studiat între 1959 și 1965) s-a specializat în muzică veche, în colaborare cu Ars Musicae de Barcelona sub Enric Gispert, studiind cu August Wenzinger la Schola Cantorum Basiliensis în Basel, Elveția (1968-70) și în cele din urmă înlocuind pe Wenzinger în 1974 ca profesor de viola da gamba la Schola Cantorum Basiliensis.

## Ansambluri
În 1974 el a format ansamblul Hespèrion XX (cunoscut din anul 2000 ca Hespèrion XXI), împreună cu soția sa, soprana Montserrat Figueras, Lorenzo Alpert și Hopkinson Smith. Hespèrion XX a favorizat un stil de interpretare caracterizată simultan de mare vitalitate muzicală și de maximă acuratețe istorică.
În 1987 s-a întors la Barcelona să fondeze La Capella Reial de Catalunya, un ansamblu vocal dedicat muzicii preclasice.
În 1989 a fondat Le Concert des Nations, o orchestră specializa în perioada Barocă, dar cântând uneori, de asemenea, și din prioada clasică sau romantică, cum ar fi, de exemplu, Sinfonía [por] Grande Orquesta de Juan Crisóstomo Arriaga) (1806-1826).
În 2009 lansează albumul Dimitrie Cantemir (1673-1723) Istanbul  « Le Livre de la Science de la Musique » et la Tradition Musicale Séfarade et Arménienne, prin care omagiază compozțiile domnitorului moldovean [[Dimitrie Cantemir]] din perioada sa de la [[Constantinopol]] împreuna cu tradiția sefardă și armenească din această regiune.
Mai recent Savall a cântat cu membrii familiei. Ansamblul de familie a inclus soția lui Montserrat Figueras (care a murit în 2011) și cei doi copii ai lor, Arianna și Ferran. Arianna cântă la harpă și cântă, ca și mama ei; Ferran cântă la theorbo (bass lăută) și cântă, nu numai cu familia lui, dar, de asemenea, în Barcelona la cluburi de jazz.

## Înregistrări
Discografia lui Savall include mai mult de 100 de înregistrări. Primele înregistrări au fost cu EMI Classics, și apoi, din 1975 cu casa de discuri Astrée a lui Michel Bernstein. Din 1998, a înregistrat cu propria casă de discuri, Alia Vox.

## Onoruri și premii
- 2000 - Premi d'Honor Lluís Carulla pentru servicii culturii catalane sau științei, culturii sau lucrări civice în limba catalană
- 2006 - doctorat Onorific de la Universitatea din Barcelona
- 2008 - a fost numit ambasador al dialogului intercultural de Uniunea Europeană
- 2008 - Savall și soția lui, Montserrat Figueras, au fost numiți "Artiști pentru Pace" de către UNESCO.[13]
- 2009 - Handel Music Prize al orașului Halle, Germania
- 2009 - Premiul Național de Muzică, Consiliul Național de Muzică și Arte din Catalonia
- 2010 - Praetorius Musikpreis Niedersachsen
- 2010 - MIDEM Classical Award pentru albumul său "Ierusalim – la ville des deux Paix: La paix céleste et la paix terrestre"[14]
- 2011 - Grammy Award pentru cel Mai Bun Mic Ansamblu de Performanță pentru Dinastia Borja. Església i poder al Renaixement
- 2012 - Premiul Muzical Léonie Sonning[15]
- 2013 - Cavaler al legiunii de onoare (Franța)[16]
- 2013 - doctorat Onorific de la Universitatea din Basel
- 2014 - Medalie de Aur de la Generalitat din Catalonia
- În 2014 el a refuzat Premio Nacional de Música acordat de guvernul spaniol, în semn de protest la politicile artistice ale guvernulului, acuzându-i de "o gravă incompetență" și "dezinteres drematic".[17]
- 2016 - doctorat Onorific de la Universitatea Utrecht

## Discografie cu Alia Vox[18]
- 1998  -Joan Cabanilles  (AV9801)
- 1998  -José Marín  (AVSA9802)
- 1998  -Les Voix Humaines  (AV9803)
- 1998  -Elizabethan Consort Music 1558 - 1603  (AV9804)
- 1998  -La Folia 1490-1701  (AVSA9805)
- 1999  -El Cant de la Sibil·la (AVSA9806)
- 1999  -Jean-Baptiste Lully  (AVSA9807)
- 1999 Missa Bruxellensis -Heinrich Ignaz Franz von Biber  (AV9808)
- 1999  -Diaspora Sefardi  (AV9809)
- 2000  -La Barcha d'Amore  (AV9811)
- 2000  Die Sonaten für Viola da Gamba und Cembalo (with Ton Koopman) -J.S. Bach (AV9812)
- 2000  -The Teares of the Muses. Anthony Holborne  (AV9813)
- 2000  -Carlos V. La Canción del Emperador (AVSA9814)
- 2000  -Battaglie & Lamenti (1396 - 1458) (AV9815)
- 2001  -Alfons V El Magnànim  (AV9816)
- 2001  -Harmonie Universelle  (AV9810
- 2001 -Johann Sebastian Bach  (AV9817)
- 2001 Musikalisches Opfer-J.S. Bach  (AVSA9818)
- 2001 Die Kunst der Fuge-J.S. Bach  (AV9819)
- 2001  -Ostinato (AV9820)
- 2001  -Tous les Matins du Monde  (AVSA9821)
- 2002  -Farnace. Antonio Vivaldi AV9822)
- 2002  -William Lawes  (AV9823)
- 2002  -L'Orchestre de Louis XIII (1601-1643)  (AV9824)
- 2002  -Henrich Ignaz Franz Biber  (AV9825)
- 2002  -Ninna Nanna (AV9826)
- 2003  -Monsieur de Sainte Colombe le Fils  (AV9827)
- 2003  -Le Parnasse de la viole  (AV9829)
- 2003  -Pièces de Viole du Second Livre. Marin Marais  (AV9828)
- 2003  -Bella Terra  (AV9833)
- 2003  -Entremeses del siglo de oro (1550-1650)  (AVSA9831)
- 2003  -Alfonso Ferrabosco The Younger  (AV9832)
- 2003  -Villancicos y Danzas Criollas  (AV9834)
- 2003  -La Viola da Gama in Concerto- Antonio Vivaldi  (AV9835)
- 2004  -Homenatge al Misteri d'Elx. La Vespra  (AV9836)
- 2004  -Musicall Humors. Tobias Hume (AV9837)
- 2004  -Isabel I. Reina de Castilla  (AVSA9838)2004  -Harmonie Universelle II  (AV9839)
- 2005  - Les Concerts Royaux. François Couperin  (AVSA9840)
- 2005  -Du temps & de l'instant  (AVSA9841)
- 2005  -Les Grandes Eaux Musicales de Versailles (AV9842)
- 2005  -Don Quijote de la Mancha  (AVSA9843)
- 2005  -Altre Follie  (AVSA9844)
- 2005  -La Musica notturna delle strade di Madrid. Luigi Boccherini  (AVSA9845)
- 2006  -Eine Kleine Nachtmusik. Wolfgang Amadeus Mozart (AVSA9846)
- 2006  -Lux Feminæ  (AVSA9847)
- 2006  -Orient - Occident  (AVSA9848)
- 2006  -Metamorphoses Fidei  (AV9849)
- 2006  -Marin Marais Suitte d’un Goût Etranger  (AVSA9851)
- 2006  -Christophorus Columbus  (AVSA9850)
- 2007  -Lachrimae Caravaggio  (AVSA9852)
- 2007  -Ludi Musici  (AV9853)
- 2007  -Septem Verba Christi in Cruce. Joseph Haydn  (AVSA9854)2007  -Claudio Monteverdi  (AVSA9855)
- 2007  -Francisco Javier - The Route to the Orient (AVSA9856)
- 2008  -Estampies & Danses Royales  (AVSA9857)
- 2008  -Fantasias for the Viols. Henry Purcell (AVSA9859)
- 2008  -Water Music. Georg Friederich Haendel  (AVSA9860)
- 2008  -Invocation a la nuit  (AV9861)
- 2008  -Su la Cetra Amorosa. Tarquinio Merula  (AVSA9862)
- 2008  -Mireu el nostre mar (AV9858)
- 2008  -Jérusalem  (AVSA9863)
- 2009  -Ministriles Royales. Ménestrels royales – Royal Minstrels  (AVSA9864A+B)
- 2009  -The Celtic Viol - La Viole Celtique  (AVSA9865)
- 2009  -The Fairy Queen. The Prophetess. Henry Purcell (1659-1695)  (AVSA9866)
- 2009  -Maestros del Siglo de Oro (AVSA9867)
- 2009  -Peiwoh  (AV9869)
- 2009  -Istanbul. Dimitrie Cantemir  (AVSA9870)
- 2009  - Septem Verba Christ in Cruce. Joseph Haydn (CD/DVD)  (AVDVD9868)
- 2009  -Le Royaumé Oublié  (AVSA9873)
- 2010  The Brandenbourgh Concertos -JS. Bach  (AVSA9871)
- 2010  -El Nuevo Mundo  (AVSA9876)
- 2010  -Le Concert Spirituel. Corelli. Telemann. Rameau (AVSA9877)
- 2010  -The Celtic Viol II. Treble Viol & Lyra Viol  (AVSA9878)
- 2010  -Dinastia Borgia  (AVSA9875)
- 2010  -Pièces de Viole des Cinq Livres. Marin Marais  (AVSA9872)
- 2011  -Requiem. Wolfgang Amadeus Mozart (AVSA9880)
- 2011  -El Cant de la Sibil·la a Catalunya (AVSA9879)
- 2011  -Cançons de la Catalunya Mil·lenària. Planys & Llegendes (AVSA9881)
- 2011  -L'orquestre de Louis XV. Jean-Philippe Rameau  (AVSA9882)
- 2011  -Hispania & Japan (AVSA9883)
- 2011  -Aria e Lamenti. Madrigali. Claudio Monteverdi  (AVSA9884)
- 2011  -Concerts à Deux Violes Esgales. Sieur de Sainte-Colombe  (AVSA9885)
- 2011  -La Sublime Porte (AVSA9887)
- 2011  -Mare Nostrum  (AVSA9888)
- 2012  -La Voix de l'Emotion. Montserrat Figueras  (AVSA9889)
- 2012  -Les Quatre Ouvertures. J.S Bach (AVSA9890)
- 2012  -Jeanne D'Arc  (AVSA9891)
- 2012  -Ésprit D'Arménie. Armenian Spirit  (AVSA9892)
- 2012  -Pièces de Violes 1728. François Couperin  (AVSA9893)
- 2012  -Pro·Pacem AVSA9894)
- 2013  -Messe en Si Mineur . J.S. Bach  (AVDVD9896A)
- 2013  -Erasmus  (AVSA9895)
- 2013  -25 anys Capella Reial de Catalunya. 25 años La Capella Reial de Catalunya.  (AVSA9897)
- 2013  -Esprit des Balkans/Balkan Spirit  (AVSA9898)
- 2013  -Recercadas del Tratado de Golsas. Diego de Ortiz  ( AVSA9899)
- 2013  -Orient-Occident II  ( AVSA9900)
- 2013  -Lachrimae or Seven Teares. John Dowland  (AVSA9901)
- 2013  -Bal·Kan: Miel & Sang  (AVSA9902)
- 2014  -Alcyone. Marin Marais  (AVSA9903)
- 2014  -The Voice of Emotion II. Montserrat Figueras  (AVDVD9904)
- 2014  -M.A. Charpentier. À la Chapella Royale de Versailles  (AVDVD9905)
- 2014  -La Lira d'Esperia II. Galicia  (AVSA9907)
- 2014  -Magnificat and Concerti. Antonio Vivaldi. Johann Sebastian Bach  (AVSA9909D)
- 2015  -War and Peace. 1614-1714 (AVSA9908)
- 2015  -Euskel Antiqva  (AV9910)
- 2015  -L'Orfeo. Claudio Monteverdi (AVSA9911)
- 2015  -Baroque Splendor. Henrich Ignaz Franz Biber  (AVSA9912)
- 2015  -Les Éléments  (AVSA9914)
- 2016  -Simfonía Eroica. Ludwig van Beethoven. AVSA9916)
- 2016  -Marquise  (AV9701)
- 2016  -Ramon Llull 1232 · 1316  (AVSA9917)
- 2016  -Granada 1013-1502 (AVSA9915)
- 2016  -Dixit Dominus.  (AVSA9918)
- 2016  -Llibre Vermell de Montserrat  (AVSA9919)
- 2017  -Les Routes de l’Esclavage  (AVSA9920)

## Filmografie
Savall a adaptat și interpretat muzica pentru filmul din 1991 al lui Alain Corneau Tous les matins du monde despre compozitorii Sainte-Colombe și Marin Marais. Munca la acest film i-a adus un premiu César în 1992. Coloana sonora a vândut mai mult de un milion de exemplare în întreaga lume.
A compus muzica pentru următoarele filme:
- (1991) Tous les matins du monde (Toate Diminețile Lumii) de Alain Corneau
- (1993) Pasărea Fericirii (El pajaro de la felicidad) de Pilar Miró
- (1994) Joan fecioara (Partea 1: Luptele; Partea 2: Închisori) de Jacques Rivette
- (1997) Lung Amurg (Hosszú alkony) de către pl⁠(Attila Janisch)[Janisch&page=pl&targettitle=pl traduceți]
- (1997) Marquise de Vera Belmont
- (1998) Apărare secretă (Top Secret) de Jacques Rivette

## În cultura populară
- Savall și soția lui sunt personaje într-un lucrare de ficțiune din 2009, Sır (Secretul), de către scriitorul turc Enis Batur.